# Znojile pri Studencu
Znojile pri Studencu so naselje v Občini Sevnica.